# Eddie Diehl
Eddie Diehl (* 16. Juni 1936; † 20. Juni 2017) war ein US-amerikanischer Jazzgitarrist.
Diehl, der aus Staten Island stammte, begann sich als Jugendlicher für Jazz zu interessieren und trat daraufhin im Raum New York auf. Seine Karriere begann er bei Jack McDuff in den frühen 1960er-Jahren, u. a. zu hören auf dem Album Brother Jack Meets the Boss (1962).  Außerdem arbeitete er ab dieser Zeit mit Reuben Wilson, Sonny Stitt, Gene Ammons, George Braith, Byrdie Green, Hammond Smith, in den 1970ern mit Hank Mobley (Thinking of Home (1970) u. a. mit Woody Shaw und Cedar Walton), Al Haig  sowie mit verschiedenen Musikern des Latin Jazz. 1965 war er an Miriam Makebas und Harry Belafontes gemeinsamen Album An Evening with Belafonte/Makeba beteiligt, das mit einem Grammy ausgezeichnet wurde.
Im Hauptberuf war Diehl als Gitarrentechniker tätig; ab 1984 lebte er in Poughkeepsie, wo er weiterhin auftrat. 2006 legte er das Album Well, Here it Is vor, an dem Hank Jones, John Webber und Mickey Roker mitwirkten.  2010 drehte Bart Thrall einen Dokumentarfilm über den Musiker. Seinen achtzigsten Geburtstag feierte er mit einem Konzert im New Yorker Jazzclub Smalls. Diehl war zwischen 1961 und 2003 an diversen Aufnahmesessions beteiligt, in späteren Jahren auch mit Roswell Rudd und Big John Patton.